# Гадрут
Гадру́т (вірм. Հադրութ, азерб. Hadrut) — населений пункт у Ходжавендському районі Азербайджану.

## Історія
Точний час заснування Гадрута невідомо, тут зустрічаються пам'ятники як язичницького, так і ранньохристиянського і середньовічного періодів. Гадрут розташований на трасі «Північ-південь» (Гадрут — Степанакерт (Ханкенді)  — Мартакерт (Агдере)). Гадрут знаходиться в центрі воронкоподібної улоговини, облямований високими горами, навколо нього в Гадрутській ущелині на відстані 1-1,5 км один від одного знаходяться 10 сіл. У населеному пункті близько джерела Хорахпюр зливаються стікаючі з навколишніх гір річки Гюне і Хузе, утворюючи річку Чхпорагет (Горіхова річка).
9 жовтня 2020 року внаслідок поновлених зіткнень у Карабасі місто було звільнене армією Азербайджану

## Визначні місця
У Гадруті функціонує музей.
Пам'ятки в населеному пункті:
- Давнє кладовище з розваленою церквою.
- Сліди фортечних стін на північно-східній околиці.
- Руїни фортеці Ццахачхала.
- Величезна Чинара віком близько 800 років у центрі Гадрута біля злиття річок. Периметр стовбура становить близько 20 м.
- Церква у старому кварталі Гадрута.

Пам'ятники в околицях Гадрута:
- Монастир Шахках.
- Монастир Спітак Хач у селі Ванк на південь від Гадрута. Пам'ятник добре видно з міста.
- Церква Шінатехі, розташована в однойменній селі.
- Пустинь Тахасер.
- Іджеванатун (Каравансарай) на дорозі Гадрут — Мартуні

## Галерея

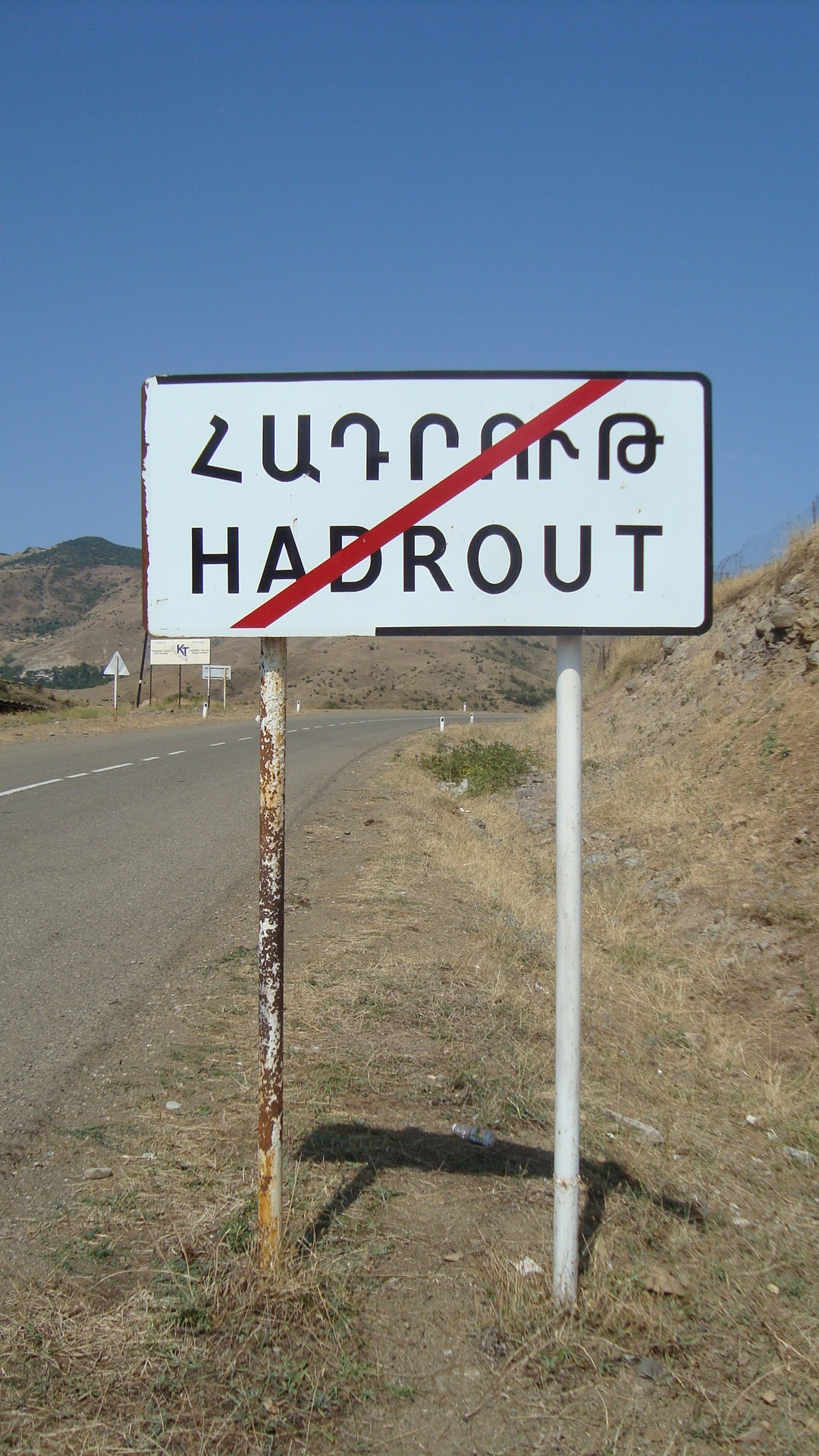
Табличка при виїзді з Гадрута.
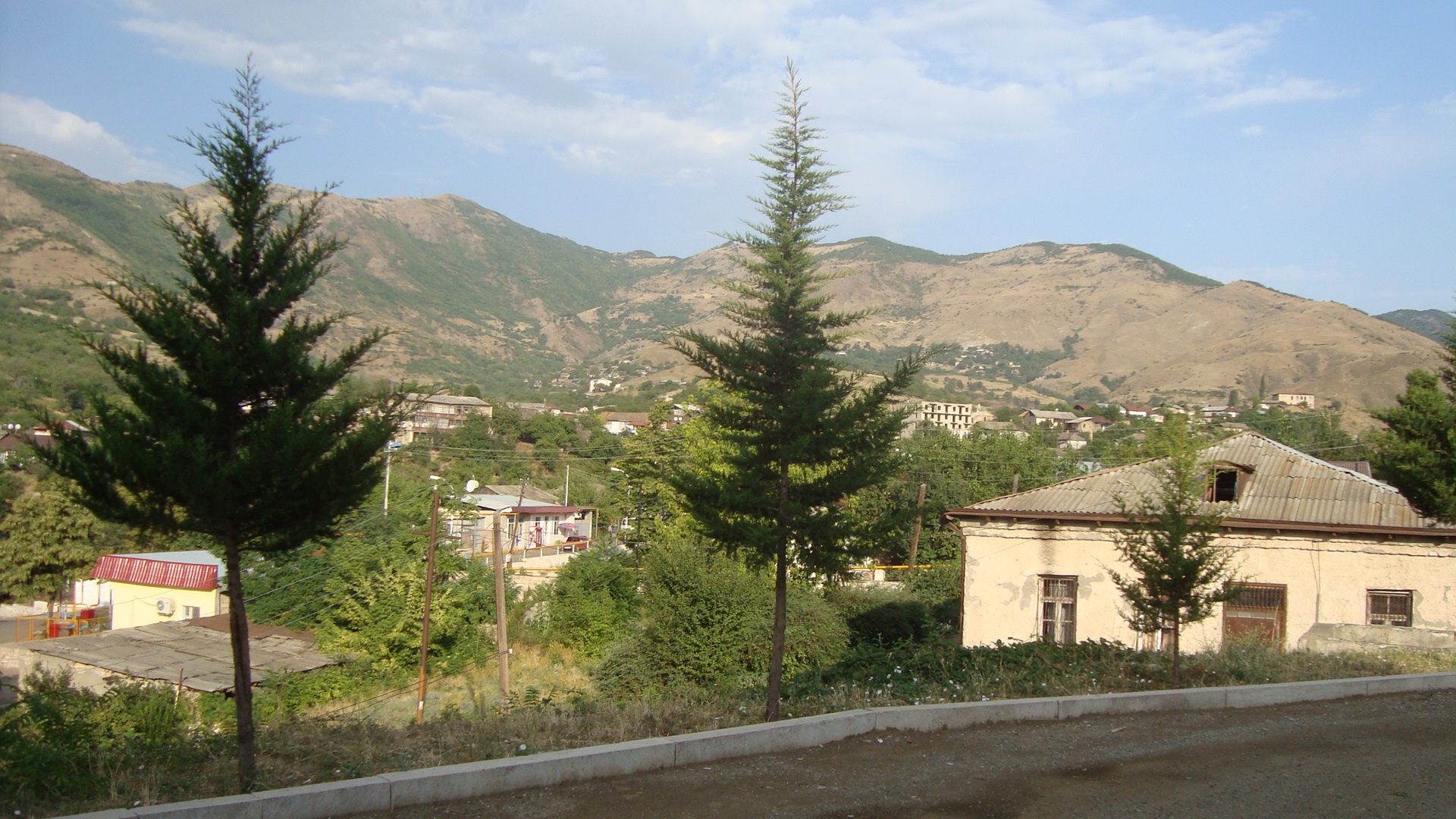
Вигляд на Гадруто.
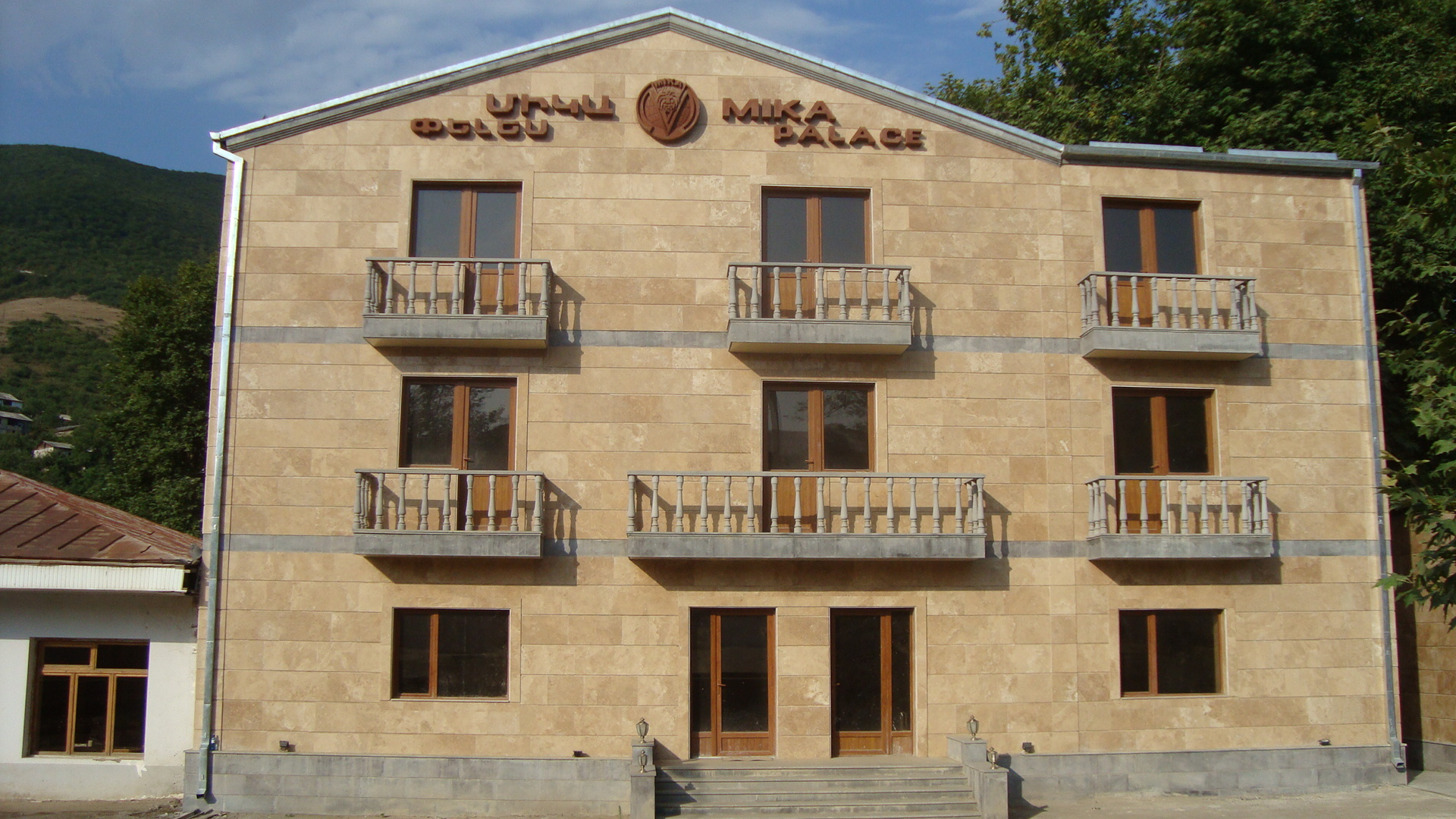
Готель «Mika Palace».
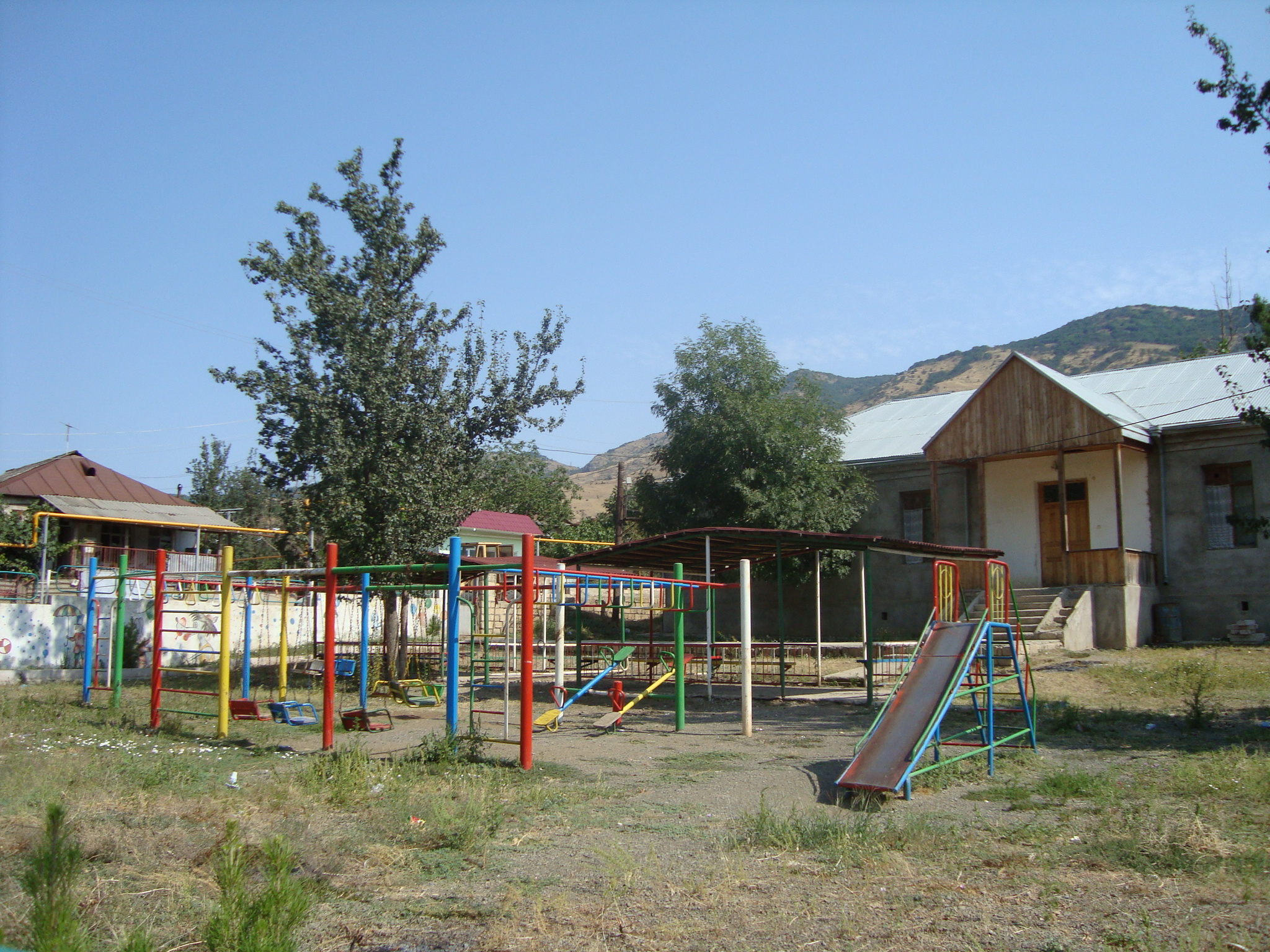
Дитячий садочок.
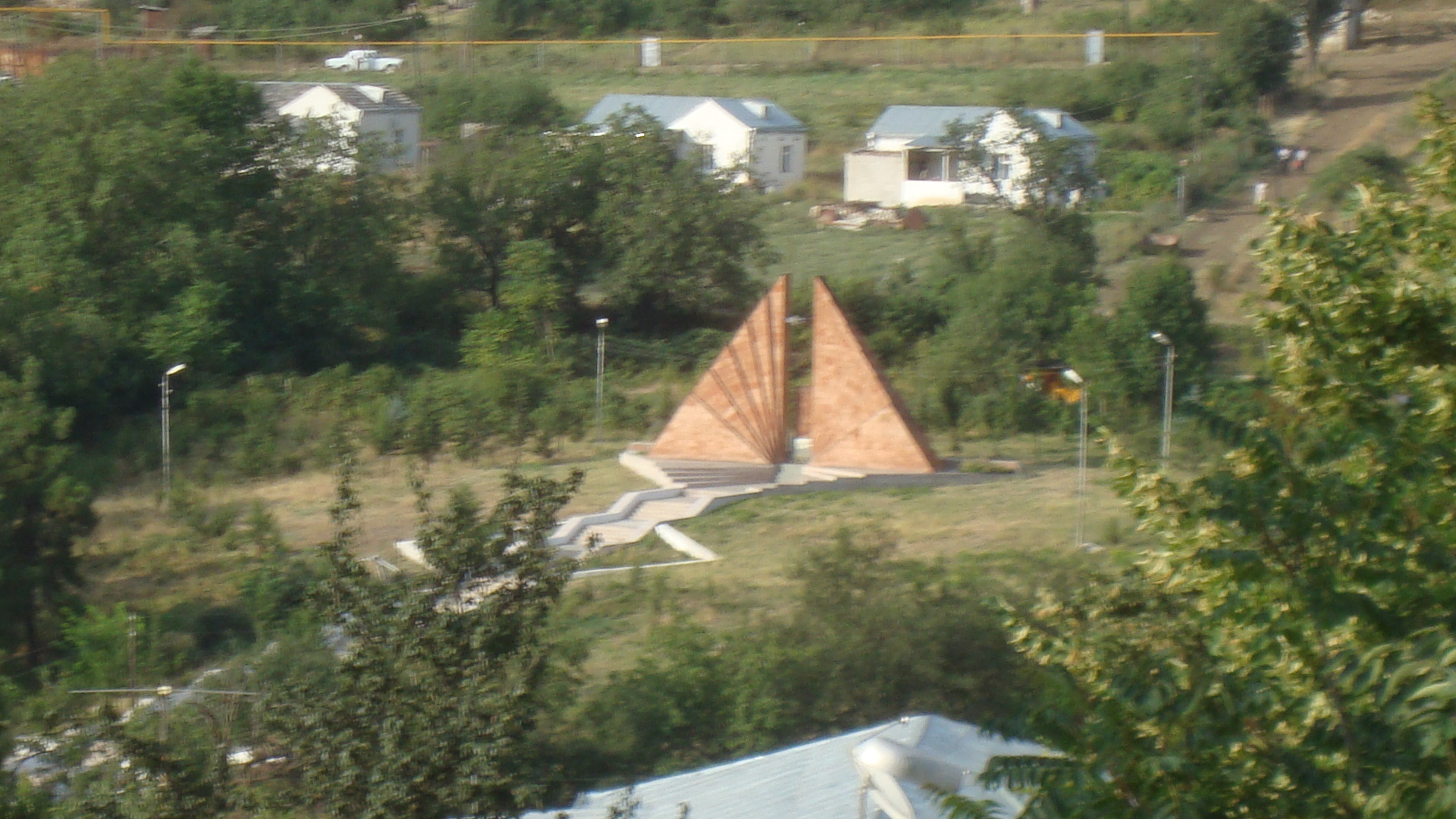
Пам'ятник захисникам міста (віддалений вигляд).
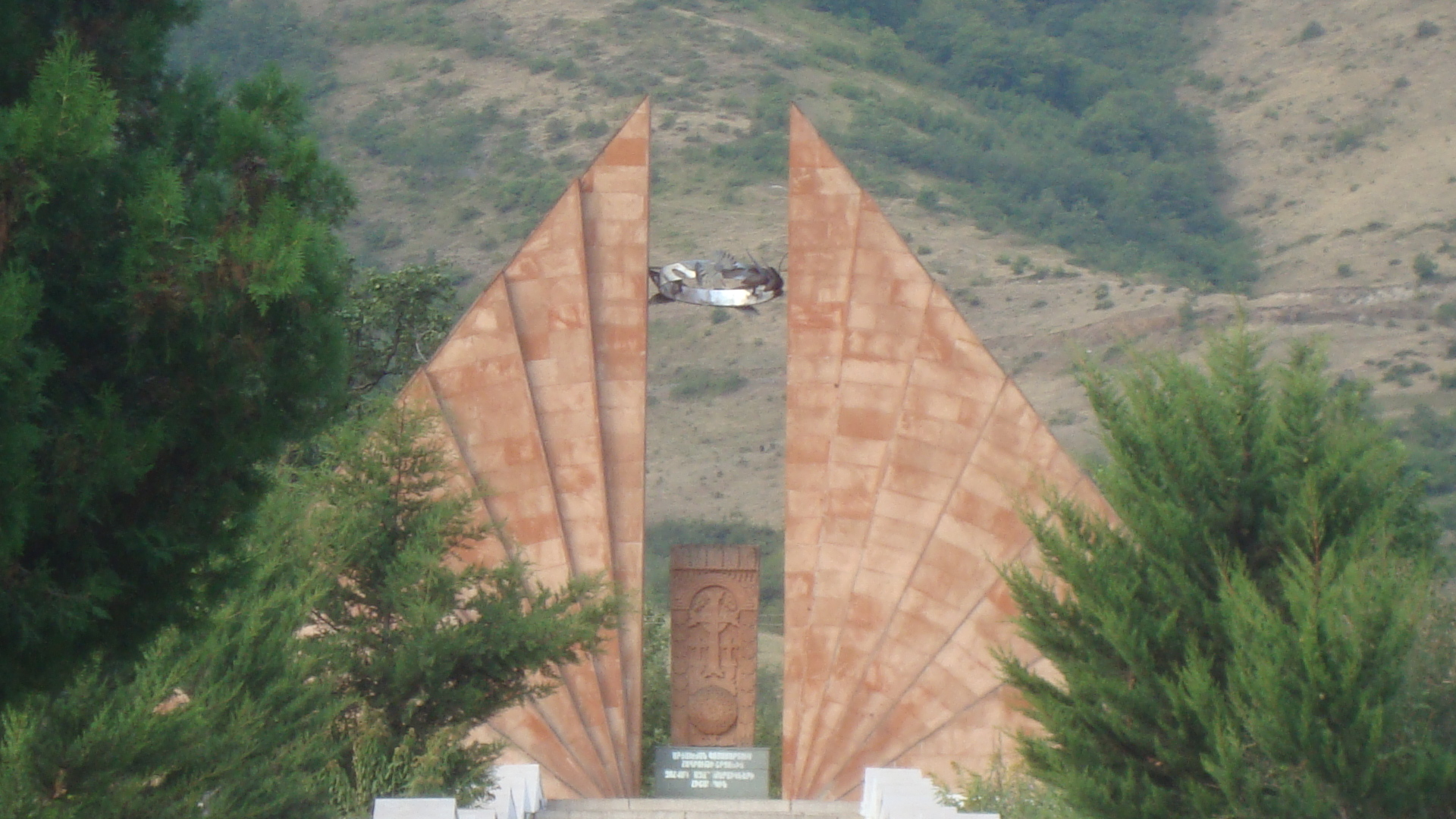
Детальний знімок пам'ятника на честь захисників міста.
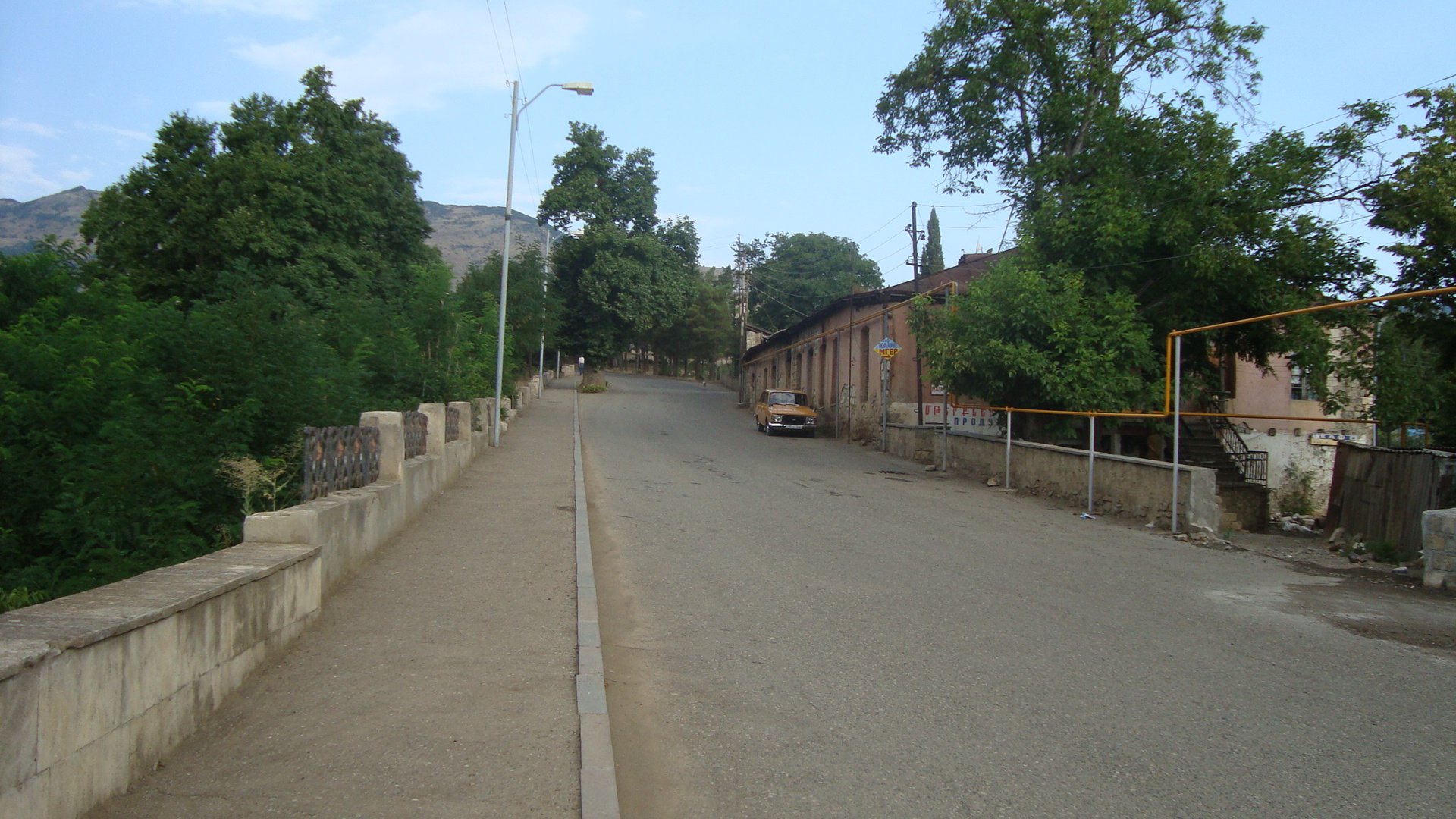
Одна з міських вулиць.
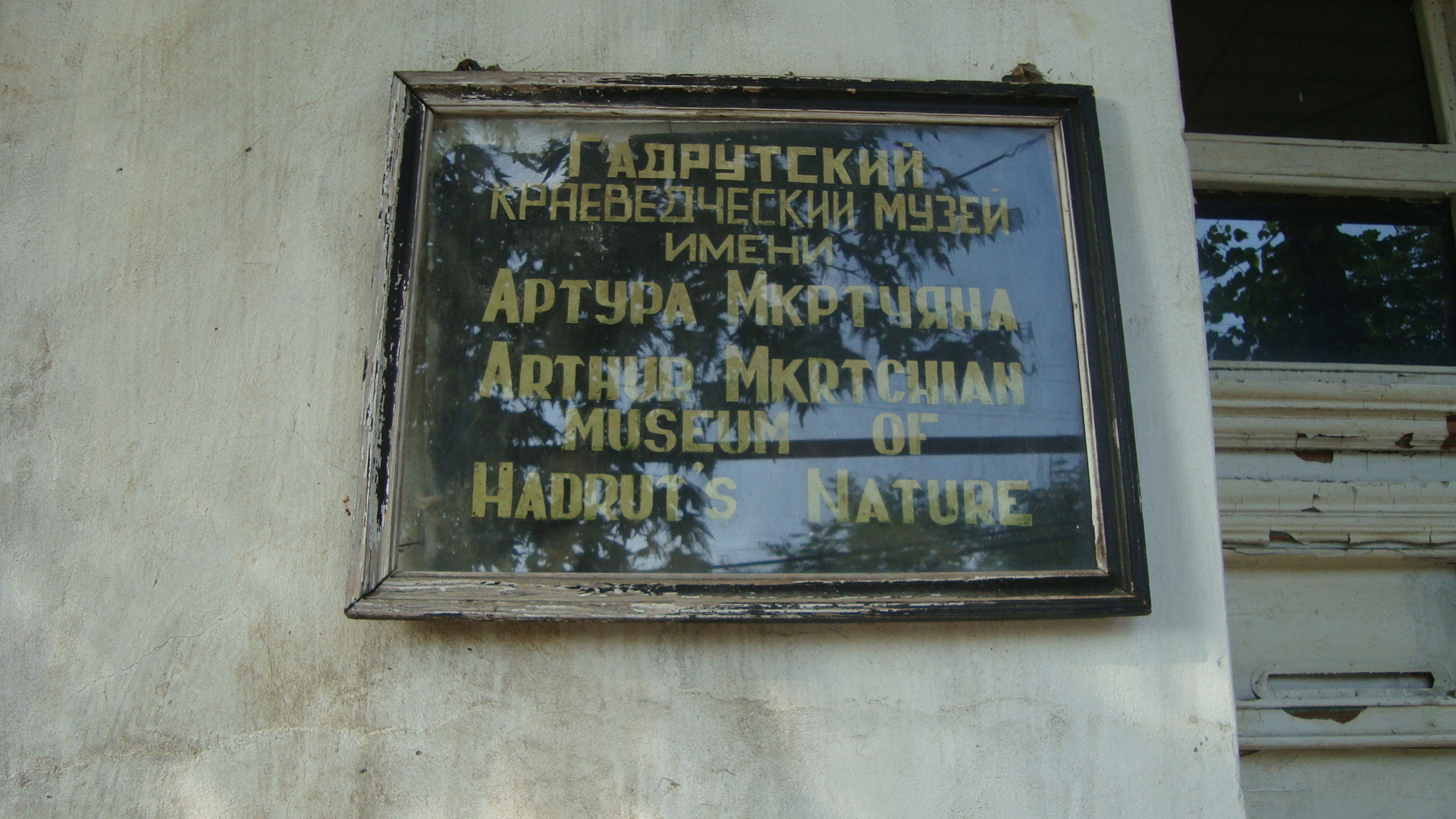
Гадрутський краєзнавчий музей імені Артура Мкртчяна.
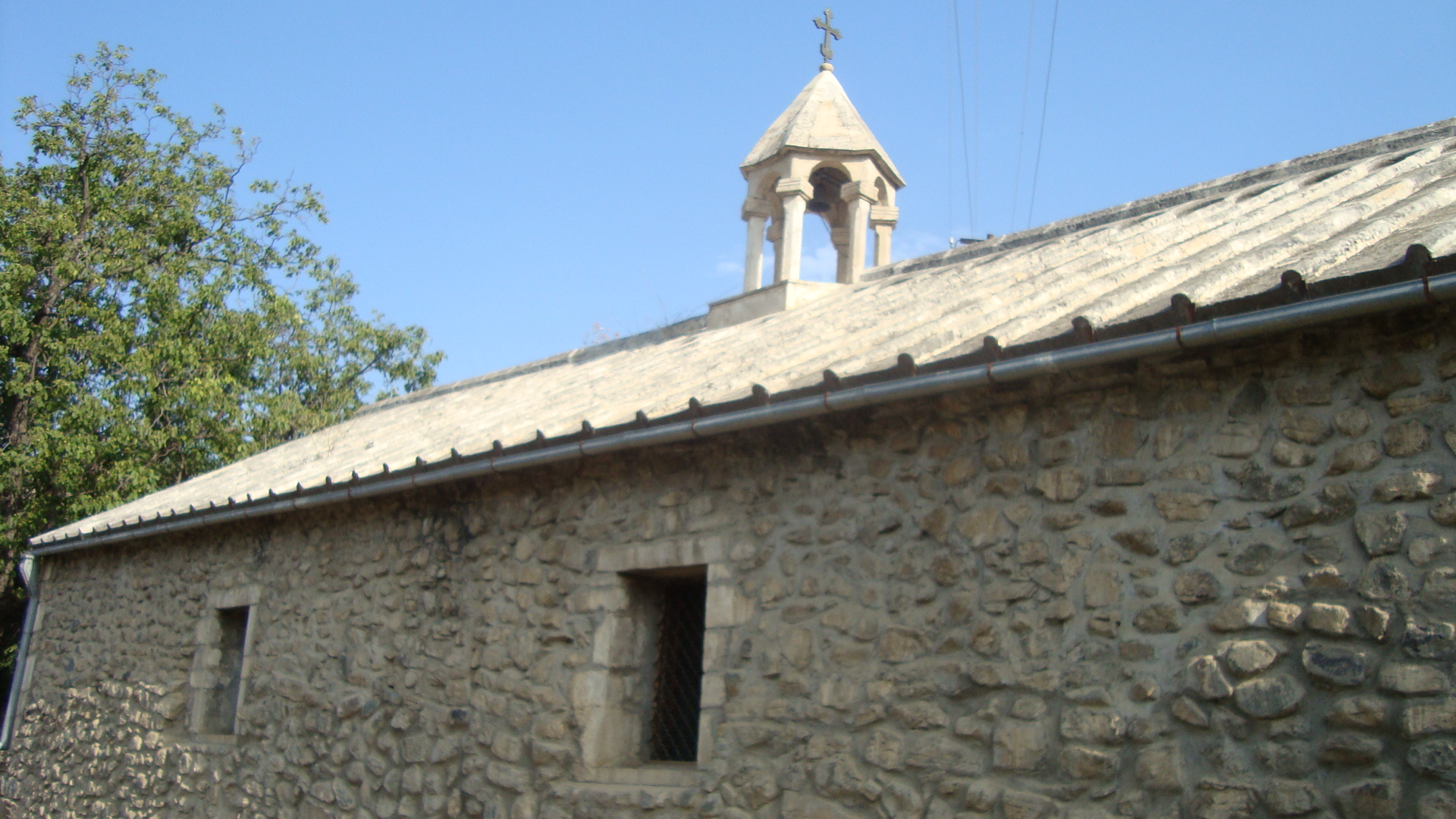
Гадрутська церква.
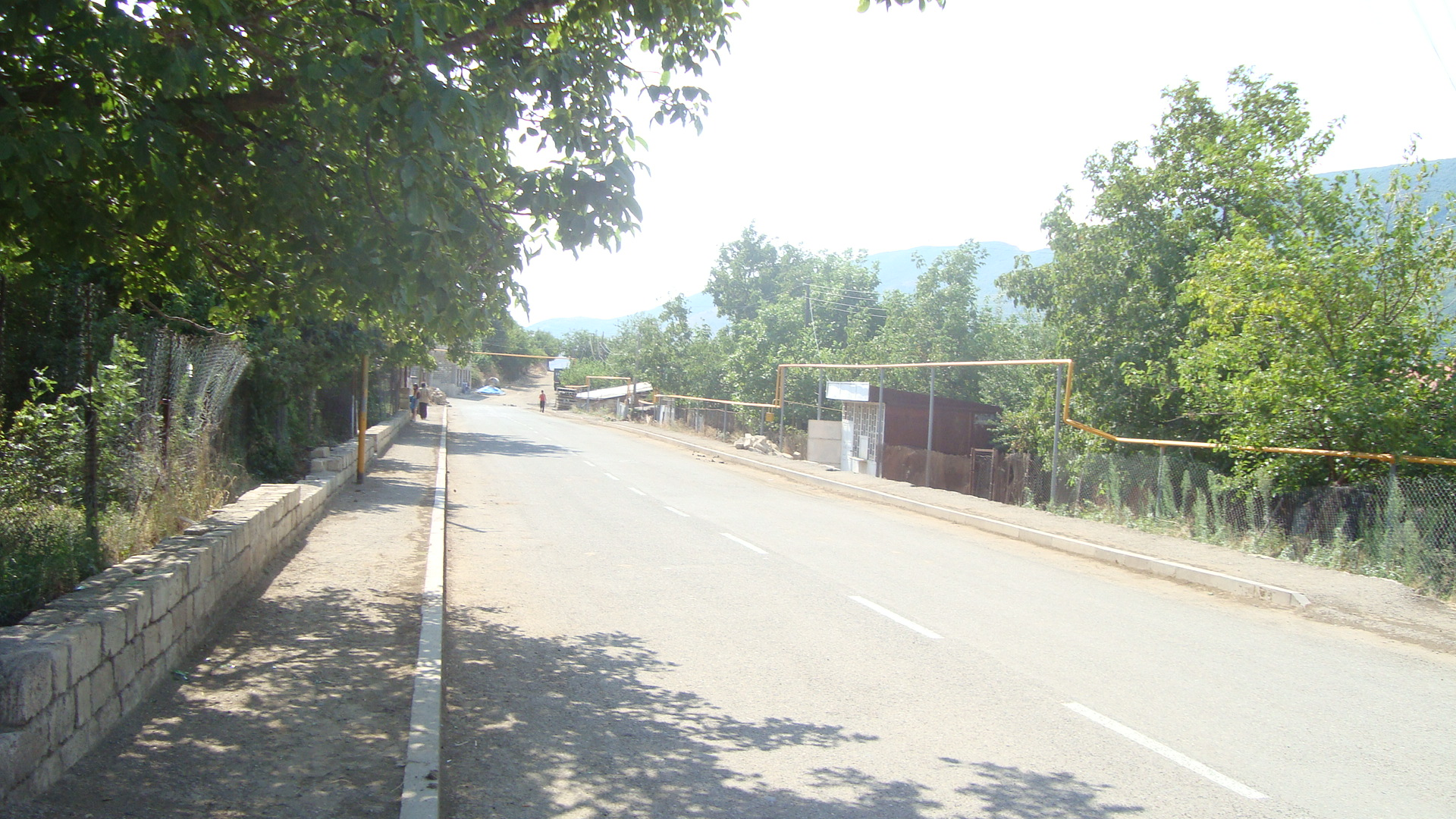
Основна вулиця.
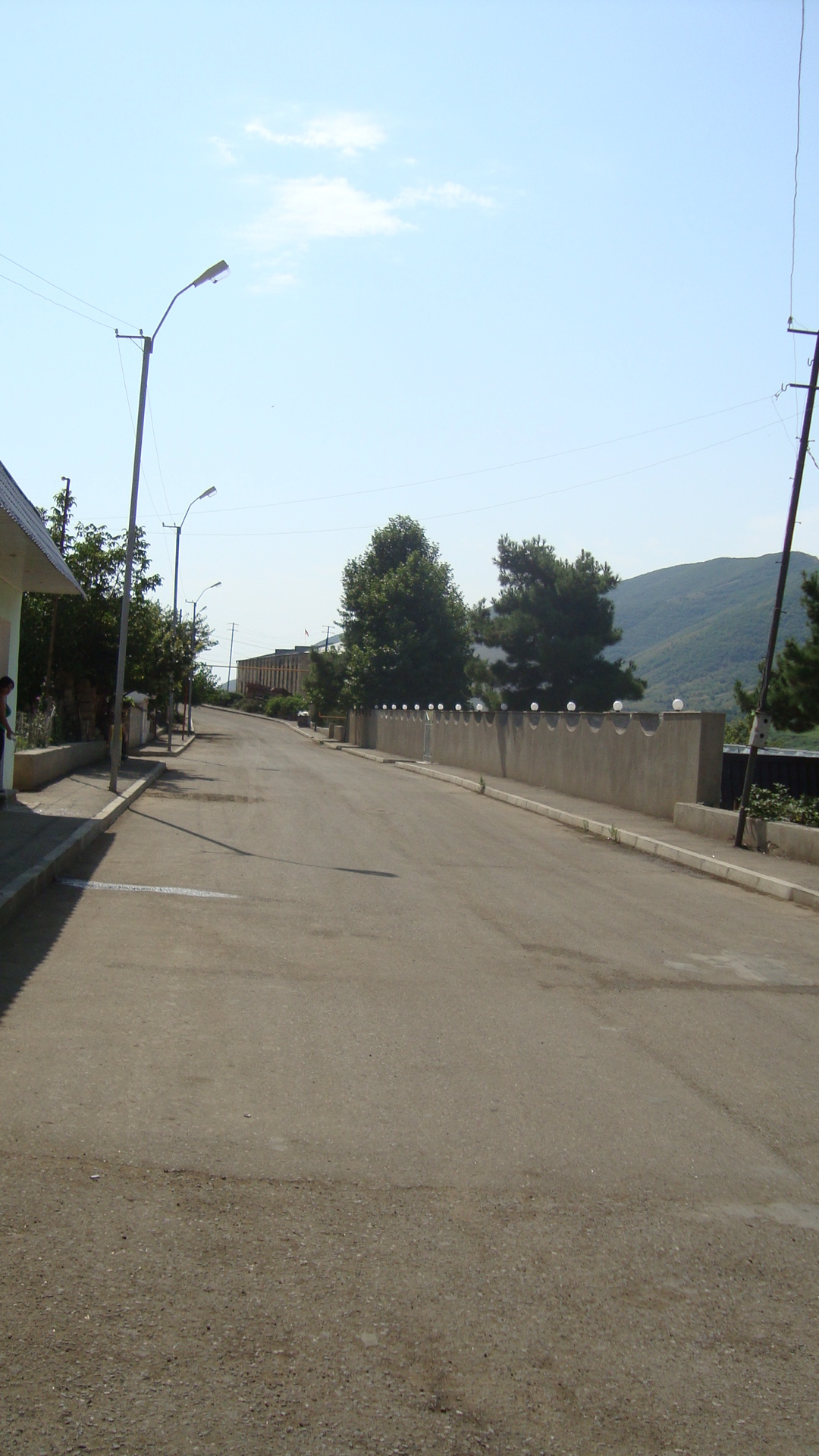
Другорядна вулиця.
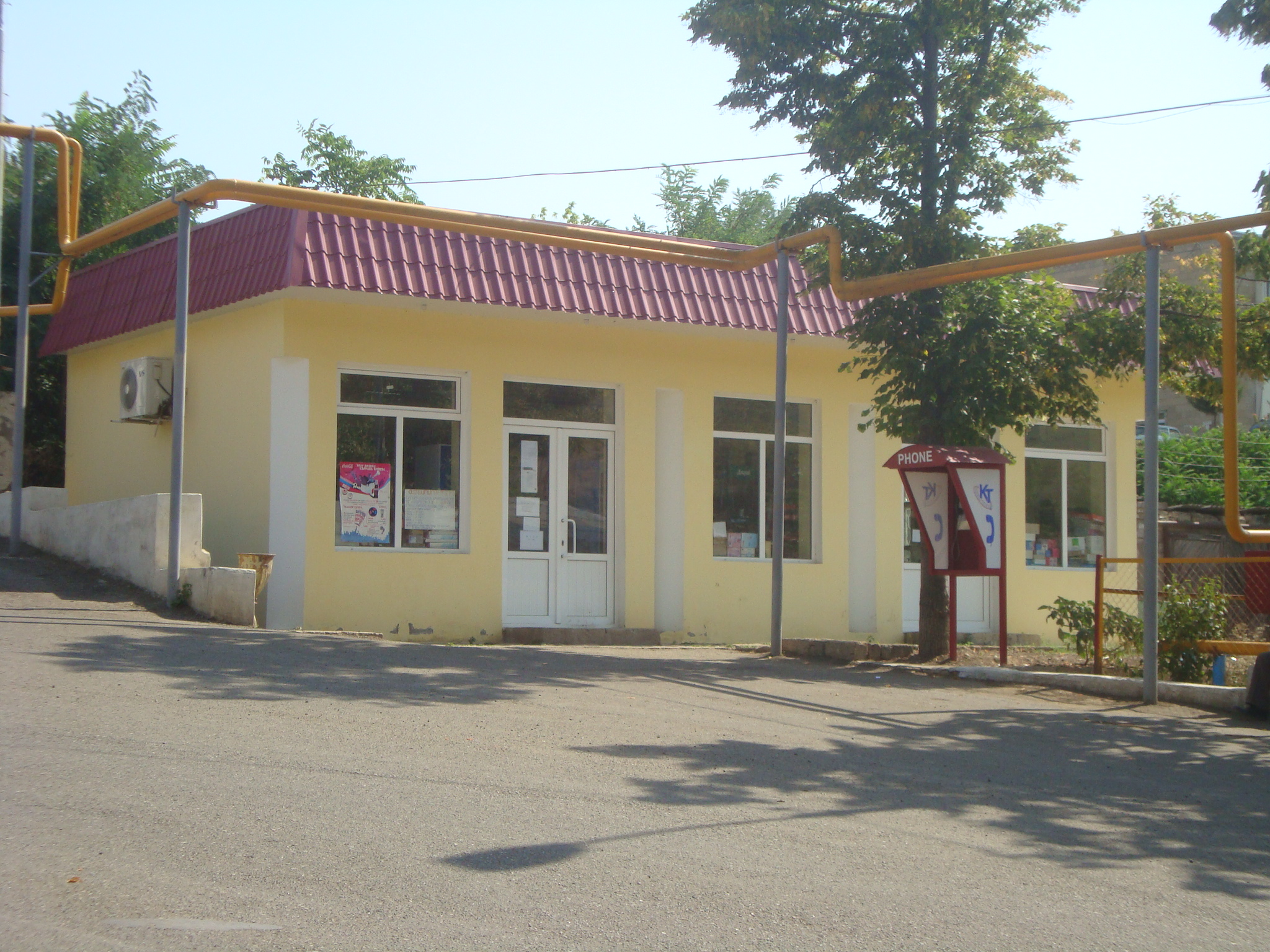
Продуктовий магазин та телефон «КарабахТелеком».